# فرودگاه روح سنت لوئیس
فرودگاه روح سنت لویس (به انگلیسی: Spirit of St. Louis Airport) یک فرودگاه همگانی بهره‌برداری هوایی با کد یاتا SUS است که یک باند فرود آسفالت دارد و طول باند آن ۱۵۲۴ متر است. این فرودگاه در شهر سنت لوئیس کشور ایالات متحده آمریکا قرار دارد و در ارتفاع ۱۴۱ متری از سطح دریا واقع شده است.